# Định lý Rolle
Trong vi tích phân, định lý Rolle phát biểu rằng bất cứ hàm giá trị thực nào khả vi, đạt giá trị bằng nhau tại hai điểm phân biệt phải có ít nhất một điểm dừng đâu đó giữa hai đầu mút; đó là, một điểm nơi đạo hàm cấp một (hệ số góc của đường tiếp tuyến với đồ thị của hàm) bằng 0. Định lí này được đặt tên của nhà toán học Michel Rolle.

## Lịch sử
Mặc dù được đặt tên là định lí Rolle, ông chỉ chứng minh định lí này trong trường hợp hàm số là các đa thức vào năm 1691, không hề sử dụng các phương pháp của vi tích phân (điều mà ông cho là ngớ ngẩn vào thời điểm đó). Định lí này lần đầu tiên được chứng minh bởi Augustin Louis Cauchy vào năm 1823 như một hệ quả của định lí giá trị trung bình.
Cái tên "định lí Rolle" được sử dụng lần đầu tiên bởi Moritz Wilhelm Drobisch tại Đức vào năm 1834, và Giusto Bellavitis tại Ý vào năm 1846.

## Phiên bản sơ cấp
Định lí Rolle phát biểu rằng, với hàm số thực f liên tục trên đoạn {\displaystyle [a,b]}, khả vi trên khoảng mở {\displaystyle (a,b)} sao cho {\displaystyle f(a)=f(b)}. Khi này, tồn tại số thực {\displaystyle c\in [a,b]} sao cho {\displaystyle f'(c)=0.}

### Chứng minh
Giả sử không tồn tại c ∈ (a; b) để f′(c) = 0, tức là f′(x) ≠ 0 ∀x ∈ (a; b). Khi đó, do f′(x) liên tục trên (a; b) nên f′(x) không đổi dấu trên (a; b).
Không giảm tính tổng quát, giả sử f′(x) > 0 ∀x ∈ (a; b). Mà f(x) liên tục trên [a; b] nên f(x) đồng biến trên [a; b], suy ra f(a) < f(b), trái với giả thiết f(a) = f(b).
Điều này chứng tỏ giả sử ban đầu của chúng ta là sai. Vậy tồn tại c ∈ (a; b) sao cho f′(c) = 0. Bài toán đã được chứng minh.